# Passiflora hahnii
Passiflora hahnii är en passionsblomsväxtart som först beskrevs av Fourn., och fick sitt nu gällande namn av Masters. Passiflora hahnii ingår i släktet passionsblommor, och familjen passionsblomsväxter. Inga underarter finns listade i Catalogue of Life.